# 囍宴 (電影)
《囍宴》是1993年的一部倫理題材電影。劇情敘說一位旅居美國、來自台灣的男同性戀者，為了讓父母安心，娶了一位來自上海的非法移民女画家，讓她獲得綠卡作為交換條件。然而，這個計劃在父母去美國為他籌辦婚禮後開始生變。
此片是由著名導演李安執導，使他立足國際影壇的第一部作品，這也是他首部關於同志題材的影片，其最大特色是以華人的家族伦理观点来觀照同性的相愛之情，将可能的悲剧变成喜剧。
李安的其他兩部影片《推手》和《飲食男女》都是在台灣製作，劇情呈現儒家傳統家庭的衝突矛盾，都由台灣演員郎雄主演，這三部影片被稱為李安的「父親三部曲」。

## 劇情
高伟同（赵文瑄飾）是纽约的一名房仲營業員，跟美籍男朋友赛門 (Simon)（米歇尔·利希滕斯坦饰）同居多年，但却不断受到台湾的父母亲在电话中催促他结婚，甚至把透過婚姻介紹所相中的女士--毛妹（楊元禔飾）送到美国去和伟同见面。为了结束这些麻烦，赛门提出伟同跟租住他房子的大陆女画家顧威威（金素梅飾）协定假结婚，这样不僅可以使威威获得合法的留美身份（綠卡），也可以应付台湾的父母的催婚，一石二鸟。
想不到的是伟同的父母竟突然亲临美国逼婚，伟同只得违心地和顾威威在市政府办了一个简短的公證結婚仪式。伟同的父亲（郎雄饰）曾是国军將領，並任师长，地位显赫，对于这种簡略的西方仪式非常不满。高母（歸亞蕾饰）也黯然泪下，觉得亏待了儿媳，回去没法向亲朋好友交待。赛门为了缓和气氛，提出要请大家吃晚餐。谁料中菜餐厅的老板恰巧以前是高父的部下，执意要给“大少爷”办个傳統、熱鬧的喜宴。
喜宴之後，在大伙鬧洞房和酒精的作用下，伟同竟然與威威发生了性關係，而且令她怀孕。赛门因此跟伟同发生了争执，高父情急之下中风被送进了医院，威威也决定要墮胎。整个家庭阴云笼罩。高母從偉同口中得知了儿子是同性恋的事实，而出院後不久高父也突然向賽門坦言自己能通英文、早知真相，但高父、高母各自守住秘密沒有明說，兩人默默的分别以对待儿媳的礼仪对待赛门和威威。威威终被感动，决定留下孩子，與偉同、賽門一同抚养成人；赛门也欣然同意当威威孩子的「第二個父親」。一家人在机场候機，一同翻閱喜宴當日拍攝的相簿，最後一张照片，是赛门、伟同和威威的合影。偉同、賽門、威威三人相擁，望著兩老的背影遠去，而兩老則懷著矛盾的“高興”心情登機返國。

## 演員
- 赵文瑄  飾 高偉同 —— 居住在纽约的一名房仲營業員
- 歸亞蕾  飾 高母 —— 高偉同的母親
- 郎雄  飾 高父 —— 高偉同的父親
- 金素梅  飾 顧葳葳  —— 來自中國大陆的女画家
- 米歇尔·利希滕斯坦 飾 賽門(Simon) —— 高偉同的美籍男友
- 楊元禔  飾 毛妹 —— 高父高母透過婚姻介紹所相中的女士
- 迪昂·伯尼（Dion Birney）飾 安格魯（Andrew）
- 珍妮·郭·張（Jeanne Kuo Chang）飾 高偉同的秘書
- 麥克·加斯頓（Michael Gaston） 飾 地方治安法官

## 票房
全球票房超過超過2,300萬美金的票房佳績。
台灣方面，依據《中華民國八十三年電影年鑑》表示3月台北市票房為新台幣3,994萬元，4月2,244萬元，5月496萬元。而依據「台灣電影觀眾觀影模式與電影映演市場研究：1980-1999」則為4,743萬元。

## 奖项

### 第30届金馬獎(1993年)
| 獎項         | 入圍者             | 結果 |
| ------------ | ------------------ | ---- |
| 最佳劇情片   | 三一公司、嘉禾公司 | 獲獎 |
| 最佳導演     | 李安               | 獲獎 |
| 最佳男配角   | 郎雄               | 獲獎 |
| 最佳女配角   | 歸亞蕾             | 獲獎 |
| 最佳原著劇本 | 馮光遠、李安       | 獲獎 |
| 最佳剪輯     | 李安               | 提名 |

- 第43届柏林電影節最佳电影金熊獎
- 奥斯卡最佳外语片獎提名
- 金球獎最佳外语片獎提名

## 軼事
- 在本片最重要的喜宴這場戲裡，編劇馮光遠、導演李安以及他的妻子林惠嘉和年幼的兒子李淳都有出場客串。

- 歸亞蕾曾於電影《滿月酒》受訪表示，當初李安開拍喜宴前，曾帶著她與郎雄等劇中演員前往同志酒吧了解同志圈的生態以利拍攝，而《滿月酒》的導演鄭伯昱也是受此片啟發而邀歸亞蕾前來演出母親的角色。

- 全球首部全數位剪接的電影。